# 卡瓦列罗斯新镇
卡瓦列罗斯新镇，是西班牙卡斯蒂利亚-莱昂巴利亚多利德省的一个市镇。总面积35平方公里，2001年普查人口總數為249人，人口密度為每平方公里7人。